# Dziewczyny, które zabiły Chloe
Dziewczyny, które zabiły Chloe (ang. The Wicked Girls) – powieść kryminalna z 2012, autorstwa brytyjskiej pisarki Sereny Mackesy (pseud. Alex Marwood - pierwsza powieść pod tym pseudonimem).

## Fabuła
Dwie jedenastolatki - Bel i Jade skazano 25 lat wcześniej za zabicie kilkuletniej dziewczynki - Chloe. W czasie trwania akcji powieści mają już zmienioną tożsamość i są na zwolnieniach warunkowych jako Kirsty Lindsay (dziennikarka) i Amber Gordon (kierowniczka działu sprzątaczek w lunaparku Funnland). Spotykają się przypadkiem, gdy w nadmorskim, zaniedbanym kurorcie Whitmouth dokonano serii morderstw. Ich powiązania nie mogą wyjść na światło dzienne - jednym z warunków zwolnienia jest nieutrzymywanie kontaktów między nimi.

## Nagrody i opinie
Powieść otrzymała Edgar Allan Poe Award w kategorii Najlepsza Powieść roku 2014. W 2013 nominowana była do nagrody International Thriller Writers. Przetłumaczona została na 17 języków.
Val McDermid określiła powieść jako genialnie zakomponowaną. Pochwalił ją również Stephen King.